# Evaristo Tadeo Gómez Sánchez
Evaristo Tadeo Gómez Sánchez (Arequipa, 26 de octubre de 1766 - Lima, 23 de agosto de 1841) fue un abogado, magistrado y político peruano.  Fue varias veces elegido diputado y senador de la República, y llegó a ser vocal de la Corte Suprema de Justicia del Perú. A sus esfuerzos se debió la fundación de la célebre Academia Lauretana de Arequipa en 1821, la cual se convirtió en un foco de ilustración y cultura, precursora de la difusión de los principios de la soberanía popular y los derechos del hombre. 

## Biografía
Se trasladó a Lima, donde estudió en el Seminario Conciliar de Santo Toribio y en la Universidad de San Marcos, donde se doctoró en Jurisprudencia. Se recibió como abogado ante la Real Audiencia de Lima, el 1 de septiembre de 1792.
Retornó a Arequipa, donde se consagró al ejercicio de su profesión. Como síndico procurador del cabildo arequipeño, propuso en 1821 la creación de una Academia de Ciencias y Artes, cuya función sería promover el desarrollo de las ciencias y artes en la provincia, y que estaría integrada por 50 miembros que profesaran alguna profesión o arte. Por entonces Arequipa seguía bajo la administración virreinal, mientras que el norte y Lima ya habían proclamado la independencia. La restauración de la Constitución española de 1812 permitió que hubiera un impulso más libre para la difusión de los principios liberales en territorios que seguían bajo ocupación realista. La Academia fue inaugurada  el 10 de diciembre de 1821, día de Nuestra Señora de Loreto, por lo que fue conocida con el nombre de Academia Lauretana. Apenas constituida, sus principales integrantes, Francisco Javier de Luna Pizarro, Aparicio Gómez Sánchez, Francisco de Paula González Vigil, José María Corbacho y Abril, Manuel Amat y León y Juan de Dios Salazar, tomaron partido público a favor de la emancipación. Dicha academia tuvo la primera imprenta del departamento y fue la base de la Universidad Nacional de San Agustín de Arequipa, fundada en 1828.
Consolidada la independencia, fue uno de los sesenta y cinco diputados electos en 1825 por la Corte Suprema y convocados para aprobar la Constitución Vitalicia del dictador Simón Bolívar. Sin embargo, a pesar de que dicho congreso estuvo convocado, el mismo decidió no asumir ningún tipo de atribuciones y no llegó a entrar en funciones. Fue miembro del Congreso General Constituyente de 1827 por el departamento de Arequipa. Dicho congreso constituyente fue el que elaboró la segunda constitución política del país. En 1829 fue elegido senador por Arequipa y 1832. En 1832, bajo el primer gobierno del general Agustín Gamarra, fue nombrado miembro del Consejo de Estado. Fue también elegido vocal de la Corte Suprema (1831-1839), integrando además el Tribunal de los Siete Jueces.
Fue diputado por Lima a la Asamblea de Huaura, donde se decidió la creación del Estado Nor Peruano, que pasó a integrar la Confederación Perú-Boliviana, en 1836. Antes de fallecer donó su biblioteca a la Academia Lauretana.